# Asterina congesta
Asterina congesta är en svampart som beskrevs av Cooke 1880. Asterina congesta ingår i släktet Asterina och familjen Asterinaceae.   Inga underarter finns listade i Catalogue of Life.